# Jílovice (district de Hradec Králové)
Pour les articles homonymes, voir Jílovice.
Jílovice (en allemand : Jillowitz) est une commune du district de Hradec Králové, dans la région de Hradec Králové, en Tchéquie. Sa population s'élevait à 319 habitants en 2022.

## Géographie
Jílovice se trouve à 6 km au nord-nord-est de Třebechovice pod Orebem, à 15 km à l'est-nord-est de Hradec Králové et à 114 km à l'est-nord-est de Prague.
La commune est limitée par České Meziříčí au nord et au nord-est, par Vysoký Újezd à l'est, par Jeníkovice au sud et par Libníkovice et Výrava à l'ouest.

## Histoire
La première mention écrite du village date de 1458. Le 1er janvier 2007, la commune, qui faisait partie du district de Rychnov nad Kněžnou, fut rattachée au district de Hradec Králové.

## Galerie

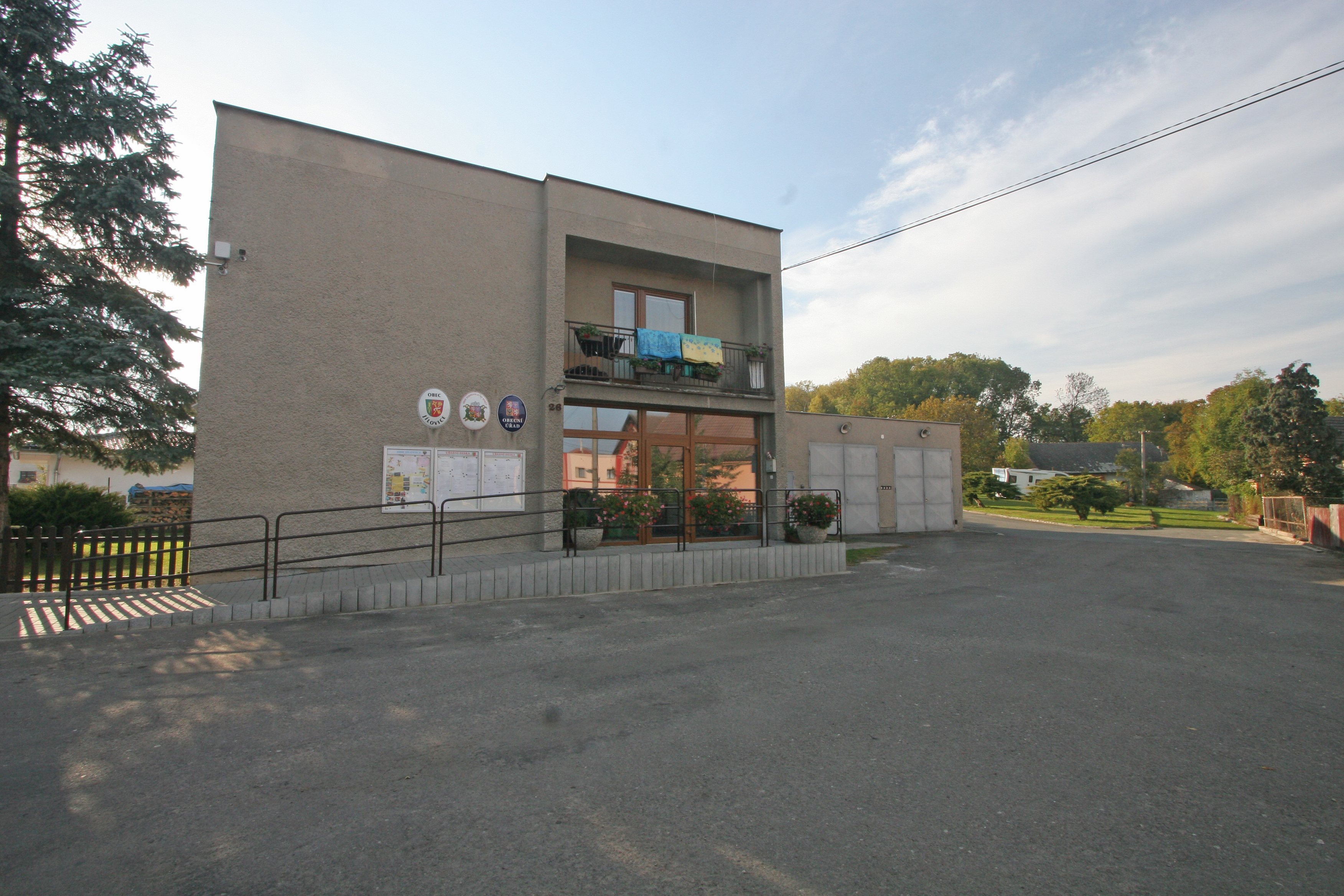
Jílovice : la mairie.
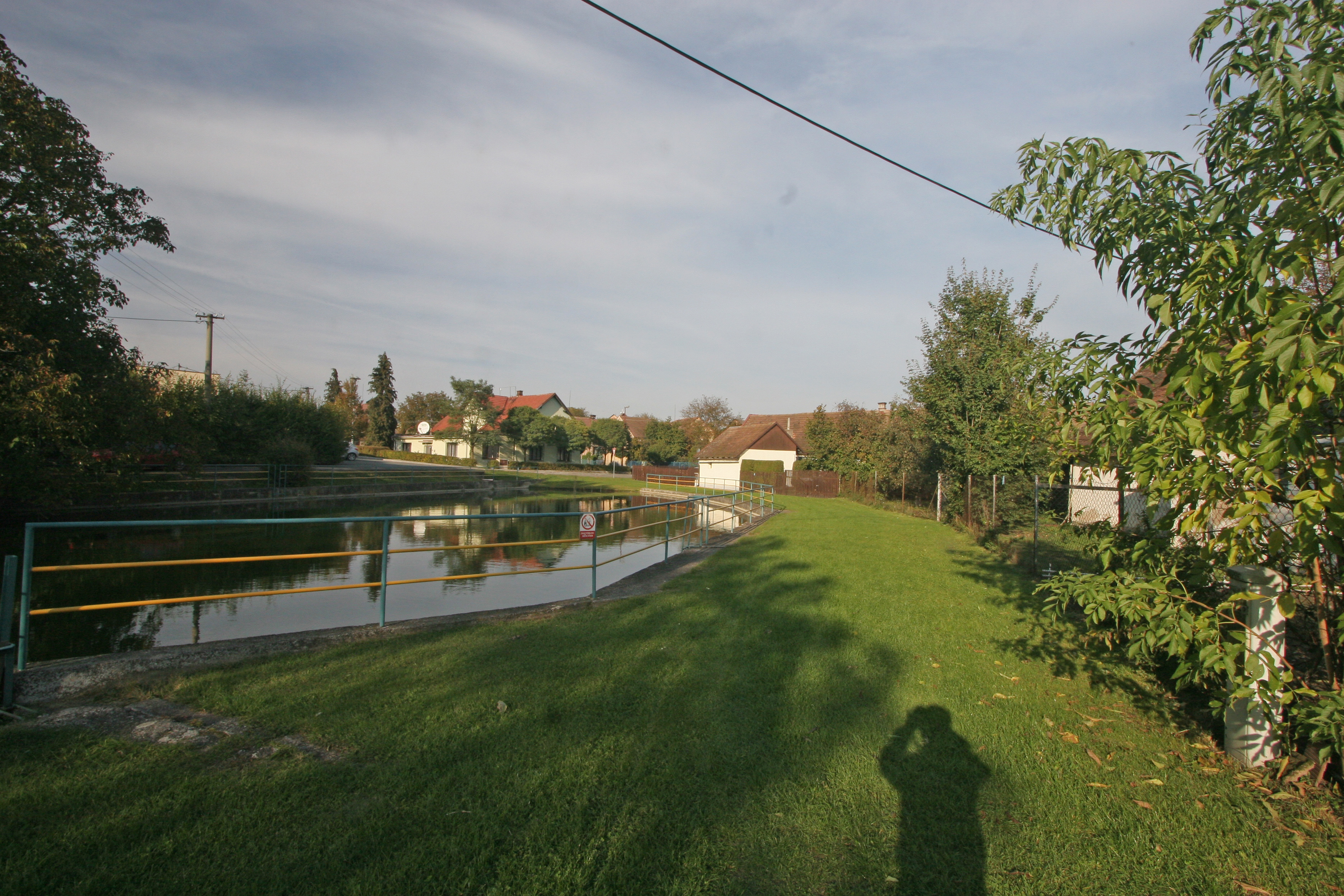
Réservoir à Jílovice.

## Transports
Par la route, Jílovice se trouve à 6 km de Třebechovice pod Orebem, à 16 km de Hradec Králové et à 134 km de Prague. 